# Quality Communications
Quality Communications är ett brittiskt förlag som grundades 1982 av Dez Skinn. Förlaget grundades till en början för att ge ut serieantologin Warrior. Quality Communications har även varit med vid publiceringen av serietidningarna 2000 AD, Marvelman och V for Vendetta i USA. Förlaget var mellan 1982 och 1988 fokuserade på serietidningar, men från och med 1990 började de publicera tidskriften Comics International. Skinn var med om att publicera Comics International från starten fram till 2006, när tidskriften såldes till Cosmic Publications.
Quality Communications har även publicerat Toy Max, vilket är en tidskrift för leksakssamlare, samt böckerna The Art of John Watkiss och Comix: The Underground Revolution. 2008 tog förlaget över rättigheterna för The Jack Kirby Quarterly.

## Publicerade verk (i urval)
- Halls of Horror (1982) — 1 nummer
- Marvelman Special (1984) — 1 nummer
- Scavengers (1986–1988) — 26 nummer
- Warrior (mars 1982–januari 1985) — 26 nummer